# Miguel Di Pace
Miguel Andrés Di Pace Vuotto est un footballeur argentin né le 31 août 1926 à Buenos Aires et mort le 12 mai 2015 à Mar del Plata. Il évoluait au poste de milieu de terrain.

## Biographie
Miguel Di Pace commence sa carrière en Argentine avec le Club Atlético Huracán en 1949.
Il quitte l'Argentine pour rejoindre le Chili, où il joue pour le club de l'Universidad de Chile en 1952 et 1953.
Di Pace se fait véritablement connaître en Portugal en signant avec Belenenses en 1953 sous les conseils d'Alejandro Scopelli son entraîneur à l'Universidad, ancien joueur de Belenenses. Il passe cinq saisons au club portugais, jouant un total de 100 matchs et marquant 16 buts. Il partage notamment le terrain avec Matateu une des grandes figures de l'équipe à ce moment à qui il délivre de nombreuses passes décisives.
Il met un terme à sa carrière en 1958 après avoir disputé 100 matchs et marqué 16 buts sous le maillot du club lisboète.